# 2015년 세계 탁구 선수권 대회
틀:국제 탁구 대회 정보
2015년 세계 탁구 선수권 대회(중국어: 2015年世界乒乓球锦标赛)는 2015년 4월 26일부터 5월 3일까지 중화인민공화국 쑤저우에서 열린 제53회 세계 탁구 선수권 대회이다.
마룽이 남자 단식 우승, 딩닝이 여자 단식 우승, 쉬신-장지커 조가 남자 복식 우승, 류스원-주위링 조가 여자 복식 우승, 혼합 복식에서는 쉬신-양하은 조가 우승을 차지했다.